# Марко Ћурлица
Марко Густаво Ћурлица Родригез (шп. Marko Gustavo Ciurlizza Rodríguez; Лима, 22. фебруар 1978) је бивши перуански фудбалер. Играо је на позицији везног играча.
Ћурлица је са очеве стране пореклом из Дубровника у Далмацији.

## Успеси
Университарио депортес
- Прва лига Перуа  (3) : 1998,[6] 1999,[7] 2000.[8]

 Алијанса Лима
- Прва лига Перуа  (4) : 2001. Апертура,[9] 2003,[10] 2004,[11] 2006.[10]